# Condat (Lot)
Pour les articles homonymes, voir Condat.
Condat est une commune française, située dans le nord du département du Lot, en région Occitanie.
Elle est également dans le causse de Martel, une région naturelle constituant le plus septentrional des quatre causses du Quercy, entre Limousin, vallées de la Tourmente et de la Dordogne.
Exposée à un climat océanique altéré, elle est drainée par la Tourmente et par divers autres petits cours d'eau. Incluse dans le bassin de la Dordogne, la commune possède un patrimoine naturel remarquable : un site Natura 2000 (le « marais de la Fondial ») et trois zones naturelles d'intérêt écologique, faunistique et floristique.
Condat est une commune rurale qui compte 399 habitants en 2022, après avoir connu une forte hausse de la population depuis 1975.  Elle fait partie de l'aire d'attraction de Biars-sur-Cère - Saint-Céré. Ses habitants sont appelés les Condatais ou  Condataises.

## Géographie
La commune de Condat, traversée par le 45e parallèle nord, est de ce fait située à égale distance du pôle Nord et de l'équateur terrestre (environ 5 000 km).
La commune est arrosée par la Tourmente, un affluent de la Dordogne.

### Communes limitrophes
La commune est limitrophe du département de la Corrèze.
Les communes limitrophes sont Branceilles, Chauffour-sur-Vell, Cavagnac, Saint-Michel-de-Bannières, Strenquels et Le Vignon-en-Quercy.
| Cavagnac                 | Chauffour-sur-Vell (Corrèze) |                       |
| Les Quatre-Routes-du-Lot | Condat                       | Branceilles (Corrèze) |
| Strenquels               | Saint-Michel-de-Bannières    |                       |

### Climat
Pour des articles plus généraux, voir Climat de l'Occitanie et Climat du Lot.
En 2010, le climat de la commune est de type climat océanique altéré, selon une étude s'appuyant sur une série de données couvrant la période 1971-2000. En 2020, Météo-France publie une typologie des climats de la France métropolitaine dans laquelle la commune est dans une zone de transition entre le climat océanique altéré et le climat de montagne ou de marges de montagne et est dans la région climatique Ouest et nord-ouest du Massif Central, caractérisée par une pluviométrie annuelle de 900 à 1 500 mm, maximale en automne et en hiver.
Pour la période 1971-2000, la température annuelle moyenne est de 12,6 °C, avec une amplitude thermique annuelle de 15,8 °C. Le cumul annuel moyen de précipitations est de 913 mm, avec 11,5 jours de précipitations en janvier et 7,1 jours en juillet. Pour la période 1991-2020, la température moyenne annuelle observée sur la station météorologique la plus proche, située sur la commune de Sousceyrac-en-Quercy à 31,98 km à vol d'oiseau, est de 11,6 °C et le cumul annuel moyen de précipitations est de 1 299,2 mm,. Pour l'avenir, les paramètres climatiques de la commune estimés pour 2050 selon différents scénarios d’émission de gaz à effet de serre sont consultables sur un site dédié publié par Météo-France en novembre 2022.

### Milieux naturels et biodiversité

#### Espaces protégés
La protection réglementaire est le mode d’intervention le plus fort pour préserver des espaces naturels remarquables et leur biodiversité associée,.
La commune fait partie de la zone de transition du bassin de la Dordogne, un territoire d'une superficie de 1 880 258 ha reconnu réserve de biosphère par l'UNESCO en juillet 2012,.

#### Réseau Natura 2000

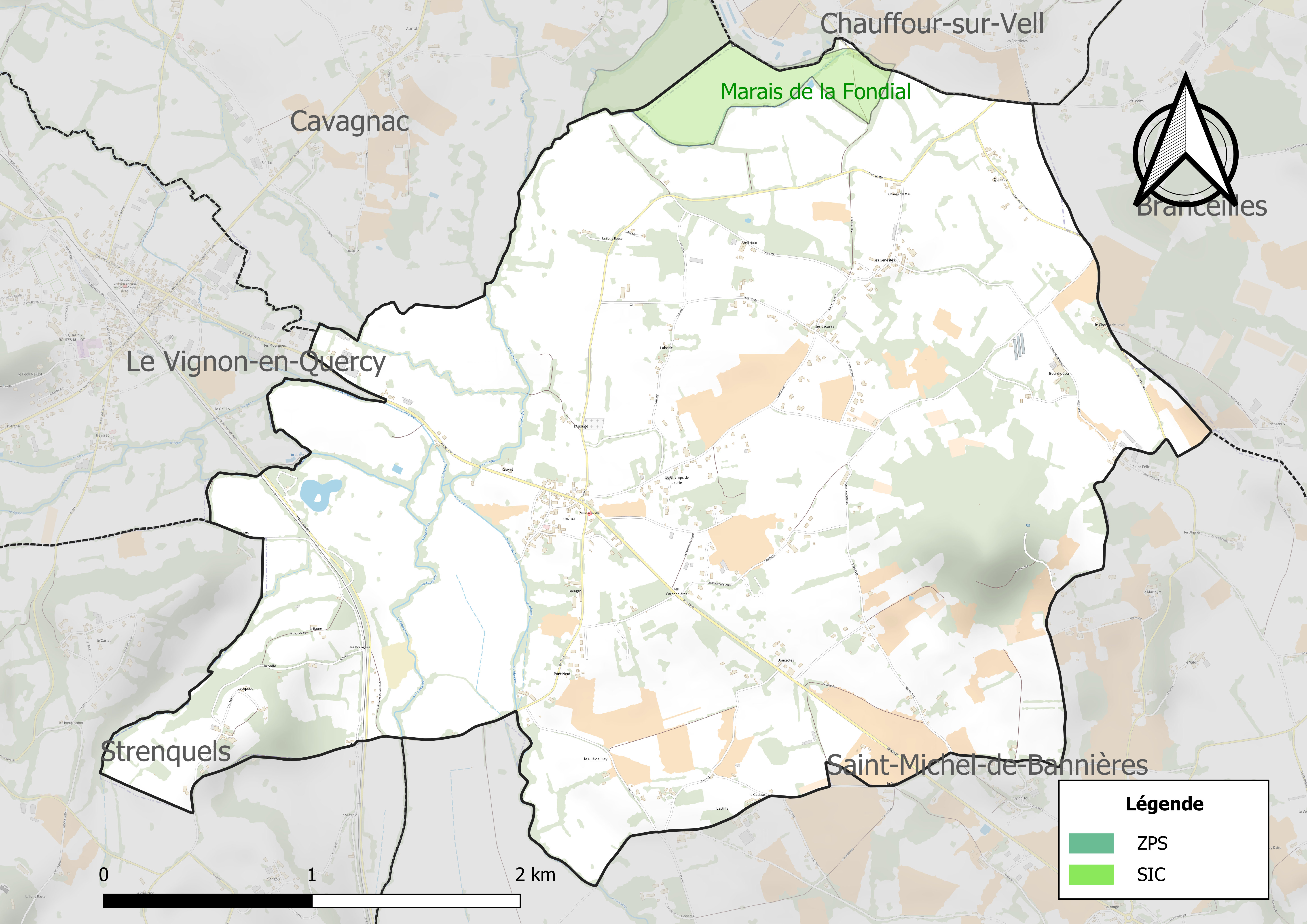
Site Natura 2000 sur le territoire communal.

Le réseau Natura 2000 est un réseau écologique européen de sites naturels d'intérêt écologique élaboré à partir des directives habitats et oiseaux, constitué de zones spéciales de conservation (ZSC) et de zones de protection spéciale (ZPS).
Un site Natura 2000 a été défini sur la commune au titre de la directive habitats : le « marais de la Fondial », d'une superficie de 25,5 ha, un site d'intérêt majeur lié au premier chef à la présence d'une population d'importance nationale du mollusque d'intérêt communautaire Vertigo moulinsiana et à celle d'un groupement végétal de bas-marais alcalin de type original, hébergeant en abondance deux plantes protégées au niveau régional, Triglochin palustre et Eleocharis uniglumis, ainsi que diverses autres espèces hygrophiles localisées à rares en Midi-Pyrénées.

#### Zones naturelles d'intérêt écologique, faunistique et floristique
L’inventaire des zones naturelles d'intérêt écologique, faunistique et floristique (ZNIEFF) a pour objectif de réaliser une couverture des zones les plus intéressantes sur le plan écologique, essentiellement dans la perspective d’améliorer la connaissance du patrimoine naturel national et de fournir aux différents décideurs un outil d’aide à la prise en compte de l’environnement dans l’aménagement du territoire.
Deux ZNIEFF de type 1 sont recensées sur la commune :
le « marais de la Fondial » (25 ha), couvrant 3 communes dont une dans la Corrèze et deux dans le Lot et 
les « prairies naturelles de la vallée de la Tourmente » (403 ha), couvrant 6 communes du département
et une ZNIEFF de type 2, : 
la « basse vallée de la Tourmente » (1 349 ha), couvrant 9 communes dont une dans la Corrèze et huit dans le Lot.

Carte des ZNIEFF de type 1 et 2 à Condat.
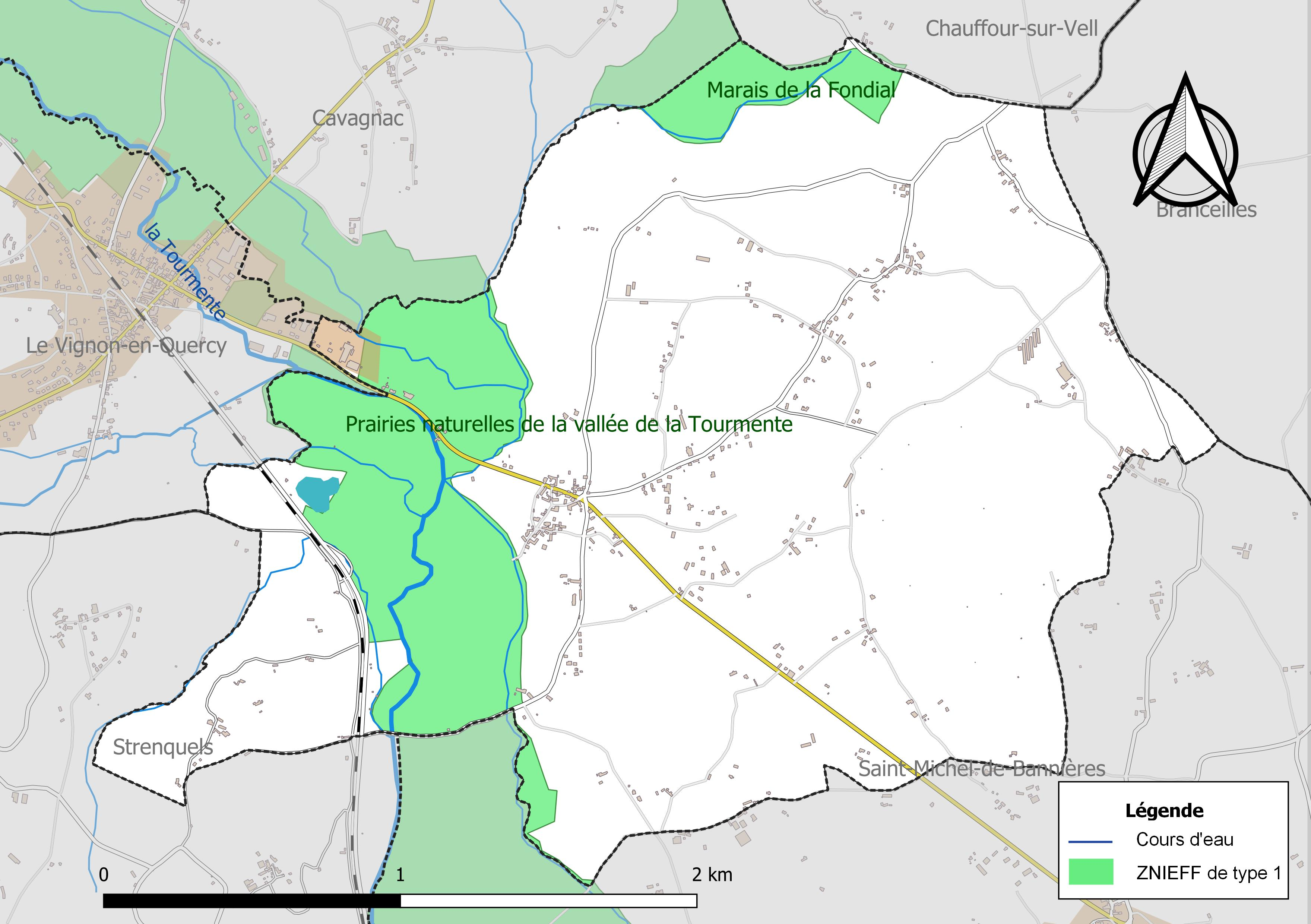
Carte des ZNIEFF de type 1 sur la commune.
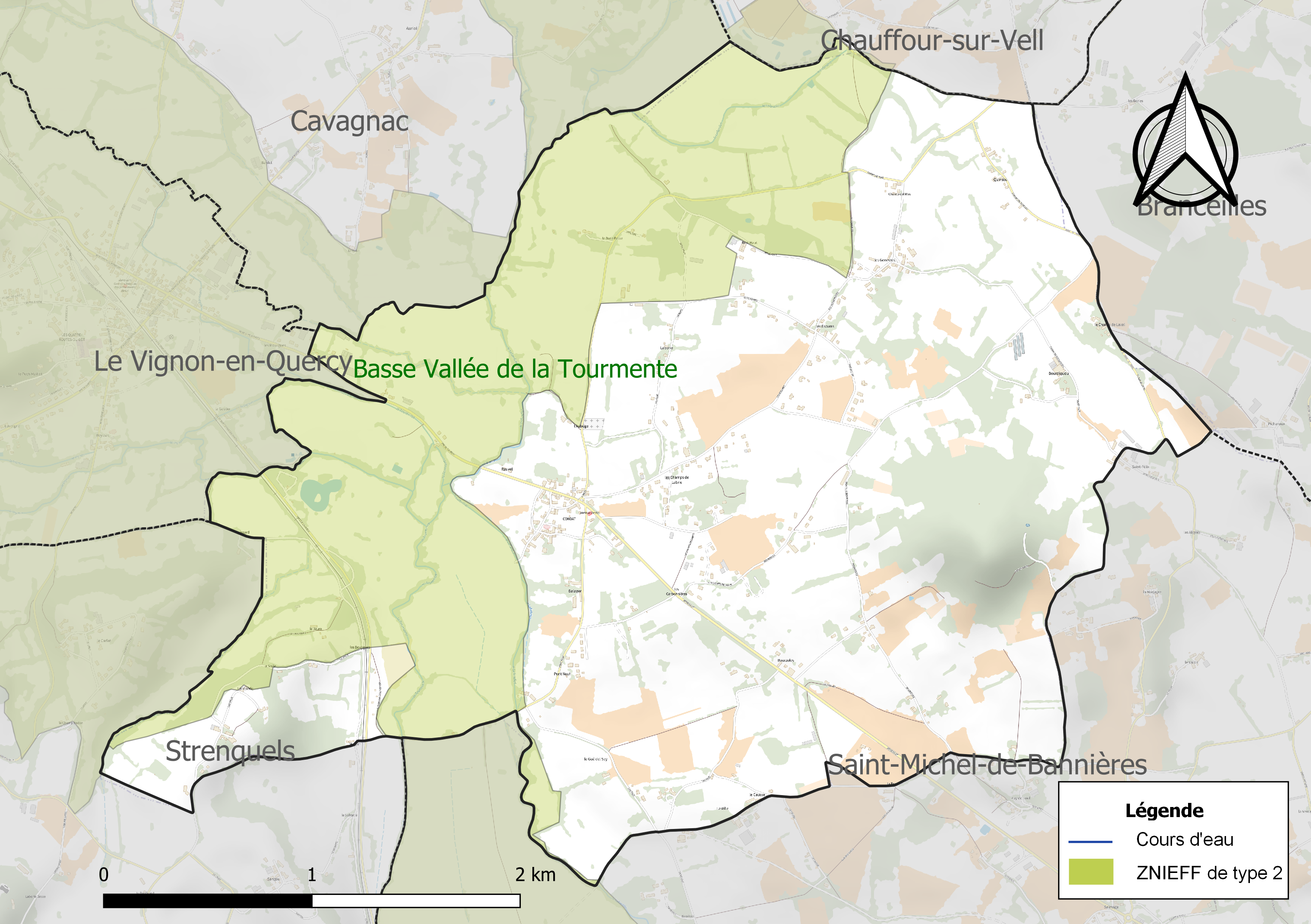
Carte de la ZNIEFF de type 2 sur la commune.

## Urbanisme

### Typologie
Au 1er janvier 2024, Condat est catégorisée commune rurale à habitat dispersé, selon la nouvelle grille communale de densité à sept niveaux définie par l'Insee en 2022.
Elle est située hors unité urbaine. Par ailleurs la commune fait partie de l'aire d'attraction de Biars-sur-Cère - Saint-Céré, dont elle est une commune de la couronne,. Cette aire, qui regroupe 49 communes, est catégorisée dans les aires de moins de 50 000 habitants,.

### Occupation des sols
L'occupation des sols de la commune, telle qu'elle ressort de la base de données européenne d’occupation biophysique des sols Corine Land Cover (CLC), est marquée par l'importance des territoires agricoles (94,6 % en 2018), une proportion identique à celle de 1990 (94,6 %). La répartition détaillée en 2018 est la suivante : 
zones agricoles hétérogènes (53,7 %), prairies (32,3 %), cultures permanentes (8,6 %), forêts (4,9 %), zones urbanisées (0,5 %). L'évolution de l’occupation des sols de la commune et de ses infrastructures peut être observée sur les différentes représentations cartographiques du territoire : la carte de Cassini (XVIIIe siècle), la carte d'état-major (1820-1866) et les cartes ou photos aériennes de l'IGN pour la période actuelle (1950 à aujourd'hui).

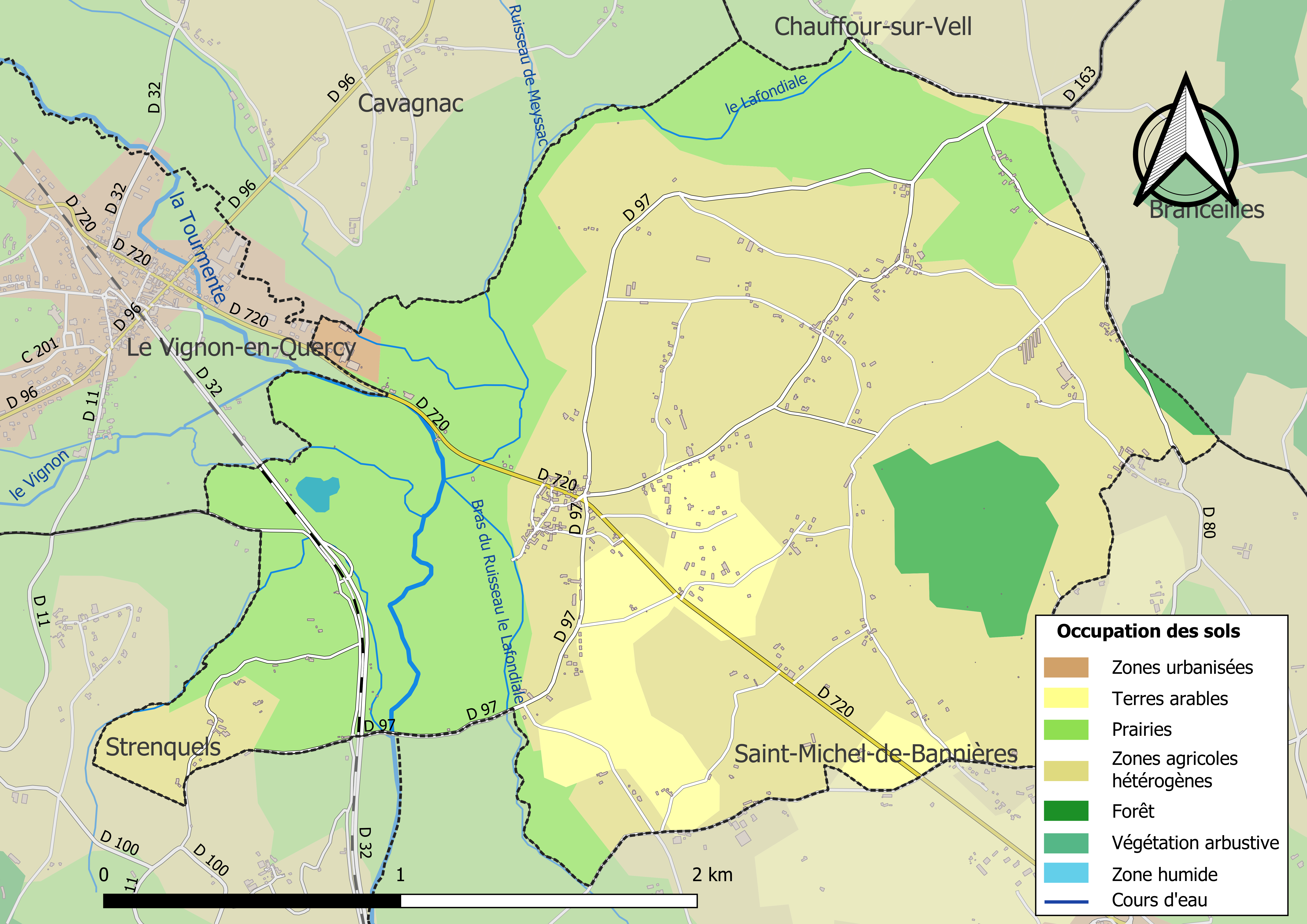
Carte des infrastructures et de l'occupation des sols de la commune en 2018 (CLC).

### Risques majeurs
Le territoire de la commune de Condat est vulnérable à différents aléas naturels : météorologiques (tempête, orage, neige, grand froid, canicule ou sécheresse), inondations, feux de forêts, mouvements de terrains et séisme (sismicité très faible). Il est également exposé à deux risques technologiques,  le transport de matières dangereuses et la rupture d'un barrage. Un site publié par le BRGM permet d'évaluer simplement et rapidement les risques d'un bien localisé soit par son adresse soit par le numéro de sa parcelle.

#### Risques naturels
Certaines parties du territoire communal sont susceptibles d’être affectées par le risque d’inondation par débordement de cours d'eau, notamment la Tourmente. La cartographie des zones inondables en ex-Midi-Pyrénées réalisée dans le cadre du XIe Contrat de plan État-région, visant à informer les citoyens et les décideurs sur le risque d’inondation, est accessible sur le site de la DREAL Occitanie. La commune a été reconnue en état de catastrophe naturelle au titre des dommages causés par les inondations et coulées de boue survenues en 1982, 1989, 1992, 1993, 1999 et 2001,.
Condat est exposée au risque de feu de forêt. Un plan départemental de protection des forêts contre les incendies a été approuvé par arrêté préfectoral le 30 novembre 2015 pour la période 2015-2025. Les propriétaires doivent ainsi couper les broussailles, les arbustes et les branches basses sur une profondeur de 50 mètres, aux abords des constructions, chantiers, travaux et installations de toute nature, situées à moins de 200 mètres de terrains en nature
de bois, forêts, plantations, reboisements, landes ou friches. Le brûlage des déchets issus de l’entretien des parcs et jardins des ménages et des collectivités est interdit. L’écobuage est également interdit, ainsi que les feux de type méchouis et barbecues, à l’exception de ceux prévus dans des installations fixes (non situées sous couvert d'arbres) constituant une dépendance d'habitation.

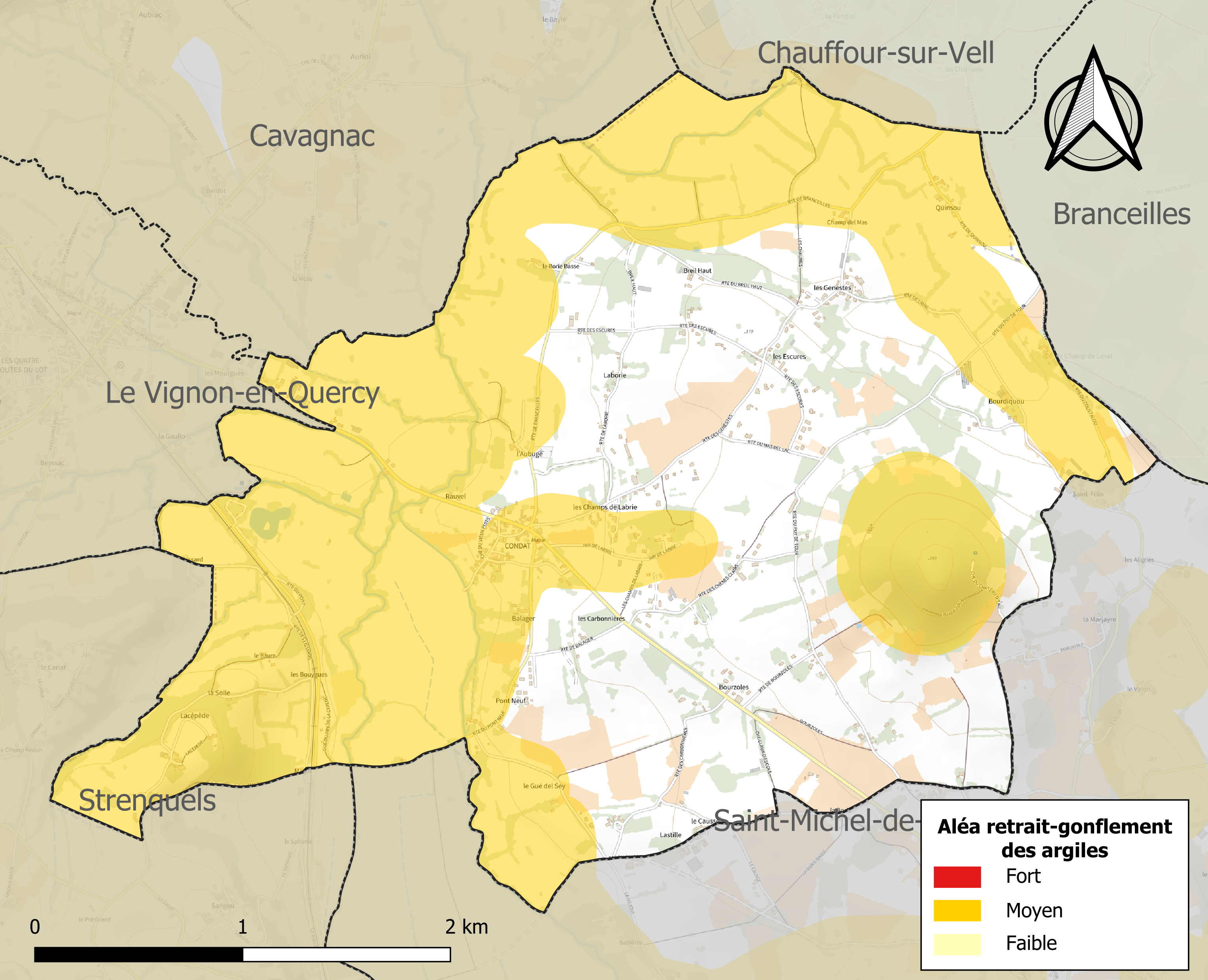
Carte des zones d'aléa retrait-gonflement des sols argileux de Condat.

Les mouvements de terrains susceptibles de se produire sur la commune sont des glissements de terrain.
Le retrait-gonflement des sols argileux est susceptible d'engendrer des dommages importants aux bâtiments en cas d’alternance de périodes de sécheresse et de pluie. 56,9 % de la superficie communale est en aléa moyen ou fort (67,7 % au niveau départemental et 48,5 % au niveau national). Sur les 208 bâtiments dénombrés sur la commune en 2019, 96 sont en aléa moyen ou fort, soit 46 %, à comparer aux 72 % au niveau départemental et 54 % au niveau national. Une cartographie de l'exposition du territoire national au retrait gonflement des sols argileux est disponible sur le site du BRGM,.
Par ailleurs, afin de mieux appréhender le risque d’affaissement de terrain, l'inventaire national des cavités souterraines permet de localiser celles situées sur la commune.
Concernant les mouvements de terrains, la commune a été reconnue en état de catastrophe naturelle au titre des dommages causés par la sécheresse en 2011, 2018 et 2019 et par des mouvements de terrain en 1999.

#### Risques technologiques
Le risque de transport de matières dangereuses sur la commune est lié à sa traversée par une infrastructure ferroviaire. Un accident se produisant sur une telle infrastructure est susceptible d’avoir des effets graves sur les biens, les personnes ou l'environnement, selon la nature du matériau transporté. Des dispositions d’urbanisme peuvent être préconisées en conséquence.
La commune est en outre située en aval des barrages de Saint-Étienne-Cantalès et de Bort-les-Orgues, des ouvrages de classe A disposant d'une retenue de respectivement 133 millions et 477 millions de mètres cubes. À ce titre, elle est susceptible d'être touchée par l'onde de submersion consécutive à la rupture d'un de ces ouvrages.

## Toponymie
Le toponyme Condat provient du gaulois condate avec le sens de confluent, lui-même issu d'une langue pré-celtique avec le sens de rencontre.

## Histoire
La commune absorbe, avant 1806, la commune voisine de Saint-Félix, dite aussi Saint-Félix-de-Bannières, peuplée de 187 habitants au recensement de 1800 ; cette commune de Saint-Félix a porté, durant la Révolution, les noms de Félix et de Puy-du-Tour.

La commune de Condat est supprimée en 1805, par intégration dans la commune voisine de Saint-Michel-de-Bannières. Elle est recréée en 1841.

En 1912, une partie de la commune est distraite pour la création d'une commune dénommée Les Quatre-Routes-du-Lot, au territoire communal de laquelle participent également les communes de Cavagnac, de Cazillac et de Strenquels.

## Politique et administration
| Période                                  | Période    | Identité               | Étiquette | Qualité |
| ---------------------------------------- | ---------- | ---------------------- | --------- | ------- |
| 01.1791                                  | 12.1793    | Robert Lafon           |           |         |
| 01.1794                                  | 1796       | Jean Cheyssial         |           |         |
| 1796                                     | 1796       | Etienne Males          |           |         |
| 1797                                     |            | Jean Dalon             |           |         |
| 1798                                     |            | Robert Dumas           |           |         |
| 1857                                     | 17.09.1865 | Jean Baptiste Dumas    |           |         |
| 17.09.1865                               | 21.01.1878 | Alphonse Neuville      |           |         |
| 21.01.1878                               | 18.02.1883 | Jean Baptiste Neuville |           |         |
| 18.02.1883                               | 08.08.1909 | Antoine Tournier       |           |         |
| 17.10.1909                               | 19.05.1912 | Antoine Lafon          |           |         |
| 19.05.1912                               | 12.1915    | Auguste Bourdet        |           |         |
| 12.1915                                  | 15.10.1918 | Jacques Laquieze       |           |         |
| 16.10.1918                               | 10.12.1919 | Auguste Bourdet        |           |         |
| 10.12.1919                               | 09.03.1925 | Pierre Besse           |           |         |
| 09.03.1925                               | 26.02.1933 | Pierre Tournier        |           |         |
| 26.02.1933                               | 12.09.1934 | Pierre Noual           |           |         |
| 25.11.1934                               | 24.01.1951 | Arthur Tournier        |           |         |
| 24.01.1951                               | 10.05.1953 | André Charazac         |           |         |
| 10.05.1953                               | 22.03.1959 | Roger Mezon            |           |         |
| 22.03.1959                               | 20.03.1983 | André Charazac         |           |         |
| 20.03.1983                               | 10.1993    | Arthur Tournier        | PS        |         |
| 14.11.1993                               | 16.03.2001 | Jacques Garrie         |           |         |
| 16.03.2001                               | 2020       | Guy Charazac           |           |         |
| 2020                                     | En cours   | Fabrice Brousse        |           |         |
| Les données manquantes sont à compléter. |            |                        |           |         |

## Démographie
L'évolution du nombre d'habitants est connue à travers les recensements de la population effectués dans la commune depuis 1793. Pour les communes de moins de 10 000 habitants, une enquête de recensement portant sur toute la population est réalisée tous les cinq ans, les populations de référence des années intermédiaires étant quant à elles estimées par interpolation ou extrapolation. Pour la commune, le premier recensement exhaustif entrant dans le cadre du nouveau dispositif a été réalisé en 2007.

En 2022, la commune comptait 399 habitants, en évolution de −2,21 % par rapport à 2016 (Lot : +1,31 %, France hors Mayotte : +2,11 %).
| 1793 | 1800 | 1841 | 1846 | 1851 | 1856 | 1861 | 1866 | 1872 |
| ---- | ---- | ---- | ---- | ---- | ---- | ---- | ---- | ---- |
| 322  | 342  | 521  | 533  | 514  | 506  | 520  | 516  | 517  |

| 1876 | 1881 | 1886 | 1891 | 1896 | 1901 | 1906 | 1911 | 1921 |
| ---- | ---- | ---- | ---- | ---- | ---- | ---- | ---- | ---- |
| 507  | 503  | 506  | 502  | 484  | 450  | 481  | 457  | 376  |

| 1926 | 1931 | 1936 | 1946 | 1954 | 1962 | 1968 | 1975 | 1982 |
| ---- | ---- | ---- | ---- | ---- | ---- | ---- | ---- | ---- |
| 364  | 333  | 330  | 304  | 296  | 274  | 262  | 241  | 259  |

| 1990 | 1999 | 2006 | 2007 | 2012 | 2017 | 2022 | - | - |
| ---- | ---- | ---- | ---- | ---- | ---- | ---- | - | - |
| 310  | 332  | 404  | 412  | 394  | 414  | 399  | - | - |

## Économie

### Revenus
En 2018, la commune compte 153 ménages fiscaux, regroupant 348 personnes. La médiane du revenu disponible par unité de consommation est de 19 850 € (20 740 € dans le département).

### Emploi
|                | 2008  | 2013  | 2018  |
| -------------- | ----- | ----- | ----- |
| Commune        | 7 %   | 6 %   | 8 %   |
| Département    | 7,3 % | 8,9 % | 9,6 % |
| France entière | 8,3 % | 10 %  | 10 %  |

En 2018, la population âgée de 15 à 64 ans s'élève à 265 personnes, parmi lesquelles on compte 68,2 % d'actifs (60,2 % ayant un emploi et 8 % de chômeurs) et 31,8 % d'inactifs,. Depuis 2008, le taux de chômage communal (au sens du recensement) des 15-64 ans est inférieur à celui de la France et du département.
La commune fait partie de la couronne de l'aire d'attraction de Biars-sur-Cère - Saint-Céré, du fait qu'au moins 15 % des actifs travaillent dans le pôle,. Elle compte 59 emplois en 2018, contre 59 en 2013 et 69 en 2008. Le nombre d'actifs ayant un emploi résidant dans la commune est de 161, soit un indicateur de concentration d'emploi de 36,5 % et un taux d'activité parmi les 15 ans ou plus de 54,9 %.
Sur ces 161 actifs de 15 ans ou plus ayant un emploi, 43 travaillent dans la commune, soit 27 % des habitants. Pour se rendre au travail, 91,3 % des habitants utilisent un véhicule personnel ou de fonction à quatre roues, 2,4 % s'y rendent en deux-roues, à vélo ou à pied et 6,2 % n'ont pas besoin de transport (travail au domicile).

### Activités hors agriculture
27 établissements sont implantés  à Condat au 31 décembre 2019.
Le secteur du commerce de gros et de détail, des transports, de l'hébergement et de la restauration est prépondérant sur la commune puisqu'il représente 33,3 % du nombre total d'établissements de la commune (9 sur les 27 entreprises implantées  à Condat), contre 29,9 % au niveau départemental.

### Agriculture
|               | 1988 | 2000 | 2010 | 2020 |
| ------------- | ---- | ---- | ---- | ---- |
| Exploitations | 30   | 22   | 13   | 5    |
| SAU (ha)      | 420  | 255  | 151  | 111  |

La commune est dans la Limargue, une petite région agricole occupant une bande verticale à l'est du territoire du département du Lot. En 2020, l'orientation technico-économique de l'agriculture  sur la commune est la culture de fruits ou d'autres cultures permanentes. Cinq exploitations agricoles ayant leur siège dans la commune sont dénombrées lors du recensement agricole de 2020 (30 en 1988). La superficie agricole utilisée est de 111 ha,,.

## Culture locale et patrimoine

### Lieux et monuments
- Église Saint-Jean-Baptiste de Condat. L'édifice est référencé dans la base Mérimée et à l'Inventaire général Région Occitanie[45].